# Now Tasty Time
『Now Tasty Time』（ナウテイスティータイム）は、1992年4月6日からエフエム沖縄（FM沖縄）で平日 17:30 - 17:45に放送している情報番組。

## 概要
- NTT西日本沖縄支店城間ビル（浦添市城間）1階、NTTメディアステーションサテライトスタジオから生放送を行っている。
- 最新の交通情報、洋楽、様々な話題を取り上げている。
- エフエム沖縄での交通情報は2023年4月から日本道路交通情報センター（JARTIC）担当者の電話直結式からJARTICの原稿をMCがスタジオで読み上げるスタイルに変更しているが、当番組ではサテライトスタジオからの放送のため、開始当初から原稿読み上げ式を採用している。
- タイトルの由来として、英文タイトルの3つの単語の頭文字（Now、Tasty、Time）には、スポンサーであるNTT西日本の『NTT』からもじっていることもこのことから窺える。

## パーソナリティ
- 菊池のり子

### 過去
- 久場公代
- 大坪憲子（1994年4月 - ？）

※菊池のり子が休みの際は、FM沖縄アナウンサーが出演することがある。

## 歴史

### 1990年代
- 1992年4月6日、初回放送。

### 2000年代
- 2002年4月1日、放送開始10周年。
- 2007年4月2日、放送開始15周年。

### 2010年代
- 2012年4月2日、放送開始20周年。
- 2014年5月1日より「オッディの三割モノマネ〜沖縄珍道中〜」の放送開始に伴い、5分縮小した。
- 2017年4月3日、放送開始25周年。

### 2020年代
- 2022年4月4日、放送開始30周年。

## テーマ曲

### オープニング
Move Out（Information Society）

### 交通情報BGM
Restoration（ボブ・ジェームス）

### エンディング
SMILE FOR YOU（伊東たけし）

## 放送時間
- 平日 17:30 - 17:50（1992年4月6日 - 2014年4月30日）
- 平日 17:30 - 17:45（2014年5月1日 - 現在）